# Alfanumérico
Alfanumérico es un término colectivo que se utiliza para identificar letras del alfabeto latino y cifras del sistema de numeración indoarábigo. Es un vocablo híbrido (derivado de: a) «alfa» (primera letra del alfabeto griego), aféresis de la dicción «alfabeto»; b) el sustantivo latino «número»; c) el sufijo «ico»: relativo a.
Un carácter alfanumérico es un término informático referente al conjunto de caracteres numéricos y alfabéticos de los cuales dispone una computadora u ordenador. Ocurre correspondencia casi exacta con los caracteres .

## Subconjuntos de caracteres alfanuméricos
Se emplean para numeración especial, de tipo posicional, con miras a ser fácilmente utilizables por los seres humanos:
- Caso simple o de base 32. Consta de 32 caracteres: 26 mayúsculas del alfabeto inglés + seis dígitos arábigos: del dos al siete.
- Caso simple o de base 36. Consta de 36 caracteres: 26 mayúsculas del alfabeto inglés + diez dígitos arábigos: de 0 a nueve.
- Caso sensible o de base 64. Está integrado por 64 caracteres, cuya composición es variable. Todas las variantes famosas de esta base usan el rango de caracteres A-Z, a-z y 0-9, en este orden para los comprendidos del 1 al 62. Los símbolos escogidos para los caracteres 63 y 64 difieren considerablemente, aunque la plataforma Youtube usa - y _,[2] mientras que otras suelen usar + y /.